# کریس بلکبرن
کریس بلکبرن (انگلیسی: Chris Blackburn؛ زادهٔ ۲ اوت ۱۹۸۲) بازیکن فوتبال اهل بریتانیا است.
از باشگاه‌هایی که در آن بازی کرده‌است می‌توان به باشگاه فوتبال سوئیندون تاون، باشگاه فوتبال مورکم، باشگاه فوتبال ویموث، باشگاه فوتبال استوک‌پورت کانتی، باشگاه فوتبال چورلی، باشگاه فوتبال تلفورد یونایتد، باشگاه فوتبال نورتویچ ویکتوریا، باشگاه فوتبال ورکسام، و باشگاه فوتبال آلدرشات تاون اشاره کرد.
وی همچنین در تیم ملی فوتبال England C بازی کرده‌است.